# Vermipardus munroi
Vermipardus munroi är en tvåvingeart som beskrevs av Elisabeth K. Stuckenberg 1995. Vermipardus munroi ingår i släktet Vermipardus och familjen Vermileonidae. Inga underarter finns listade i Catalogue of Life.